# Olga Boberg
Olga Teresia Boberg, född 16 maj 1887, död 13 november 1971 i Annedals församling, Göteborg, var en svensk portvakt och legendarisk hjälpare för studenter vid Chalmers tekniska högskola.
Olga Boberg anställdes 1925  städerska vid Chalmers och senare (1937 eller 1943) portvakt vid högskolans gamla lokaler vid Storgatan, Göteborg. Hon pensionerades 1956.
Olga Boberg beskrivs som en central person i många teknologers liv. Hon kunde sy i en lös skjortknapp och vara en förstående lyssnare i stunder av betryckthet. 
Det blev populärt bland studenter på utlandsresa att skicka vykort till henne. Detta fick en sådan omfattning att även kort med ofullständiga adresser som "Olga, Sweden" igenkändes av postverket och nådde adressaten.
Olgas trappor på högskolans nyare område  är uppkallade efter henne. Namnet blev officiellt 2001, men hade använts sedan 1950-talet. Trapporna var då skyltade med en av  en chalmerist från Tyskland hemförd gatuskylt med texten Olgastr. (=Olgastraße).

Olga Boberg är gravsatt på Västra kyrkogården, Göteborg.

## Utmärkelser
- Hedersmedlem av Chalmers studentkår 1959.
- Medaljen För nit och redlighet i rikets tjänst